# Marten van Marwijk Kooy
Marten Gerardus Marinus van Marwijk Kooy (Dordrecht, 31 oktober 1927 – Puttershoek, 17 juni 2010) was een Nederlands politicus van de Christelijk-Historische Unie (CHU) en later het CDA.
Hij is afgestudeerd in de rechten en werd medio 1962 burgemeester van Maasdam. Op 1 januari 1984 fuseerde die gemeente met de gemeenten Puttershoek, Mijnsheerenland, Westmaas en Heinenoord tot de gemeente Binnenmaas waarvan hij de burgemeester werd. In de zomer van 1990 ging Van Marwijk Kooy vervroegd met pensioen en 20 jaar later overleed hij op 82-jarige leeftijd.
- Gemeinsame Normdatei: 1148974105
- International Standard Name Identifier: 0000 0003 5991 3464
- Library of Congress Control Number: n2011088386
- Nederlandse Thesaurus van Auteursnamen: 191033782
- Virtual International Authority File: 220477455
- WorldCat: E39PCjGRCVxKRMRMfFr4J96Yfq